# Carlo Infascelli
Pour les articles homonymes, voir Infascelli.
Carlo Infascelli, né le 31 août 1913 à Rome et mort le 30 octobre 1984 dans la même ville, est un producteur de cinéma, réalisateur, journaliste et scénariste italien.

## Biographie
Carlo Infascelli a travaillé comme journaliste et distributeur de films avant de débuter en tant que producteur en 1941 avec Manège tragique (it) de Flavio Calzavara
Peu après la fin de la guerre, il voyage en Suède où il achète les droits de plusieurs films suédois des années 1930 et 1940 pour les distribuer en Italie. Il se spécialise alors dans l'importation de films étrangers, faisant découvrir au public italien des cinéastes tels que Ernst Lubitsch, G. W. Pabst ou Robert Siodmak. Dans les années 1950, il est le producteur à succès des musicarellos de Domenico Paolella comme Chansons du demi-siècle ou Chansons, chansons, chansons. Dans les années 1960, il co-produit de nombreux réalisateurs français comme Richard Pottier, Philippe Agostini, Pierre Chevalier, Hervé Bromberger, Claude Chabrol, Robert Enrico ou Georges Lautner.
En 1963, il se consacre lui-même à la réalisation, d'abord avec des musicarellos, puis des décamérotiques et enfin en 1974 avec Le Baiser d'une morte, un film d'horreur historique adapté d'un roman de Carolina Invernizio.
Après la mort de son fils Roberto Infascelli dans un accident de voiture en France en 1977, Carlo se retire du métier. Il est également le père de Fiorella Infascelli, née en 1952, elle-même réalisatrice et scénariste.

## Filmographie

### Comme réalisateur
- 1963 : Follie d'estate (it), coréalisé avec Edoardo Anton
- 1964 : I ragazzi dell'Hully Gully, coréalisé avec Marcello Giannini
- 1964 : Chansons, Fanfarons et Jeunes Poupées (Canzoni, bulli e pupe)
- 1972 : Le Décameron interdit (it) (Il Decamerone proibito)
- 1972 : Canterbury interdit (Le mille e una notte all'italiana)
- 1974 : Le Baiser d'une morte (Il bacio di una morta)

### Comme producteur
- 1941 : Manège tragique (it) (Confessione) de Flavio Calzavara
- 1942 : L'affare si complica (it) de Pier Luigi Faraldo
- 1950 : Giuliano, bandit sicilien (I fuorilegge) d'Aldo Vergano
- 1952 : Chansons du demi-siècle (Canzoni di mezzo secolo) de Domenico Paolella
- 1953 : Chansons, chansons, chansons (Canzoni, canzoni, canzoni) de Domenico Paolella
- 1954 : Amours d'une moitié de siècle (Amori di mezzo secolo) de Mario Chiari, Pietro Germi, Glauco Pellegrini, Antonio Pietrangeli et Roberto Rossellini
- 1954 : Gran varietà de Domenico Paolella
- 1957 : Le Fils du cheik de Gianni Vernuccio, Fernando Cerchio et León Klimovsky
- 1958 : La parole est à l'épée (Pia de' Tolomei) de Sergio Grieco
- 1958 : Je ne suis plus une enfant (Non sono più guaglione) de Domenico Paolella
- 1959 : Destination San Remo (Destinazione Sanremo) de Domenico Paolella
- 1960 : Robin des Bois et les Pirates (Robin Hood e i pirati) de Giorgio Simonelli
- 1960 : Les Loups dans la bergerie de Hervé Bromberger
- 1960 : Les Blousons noirs de la chanson (I Teddy boys della canzone) de Domenico Paolella
- 1961 : L'Enlèvement des Sabines (Il ratto delle Sabine) de Richard Pottier
- 1962 : Rencontres de Philippe Agostini
- 1962 : En plein cirage de Georges Lautner
- 1962 : Canzoni a tempo di twist (it) de Stefano Canzio (it)
- 1963 : Clémentine chérie de Pierre Chevalier
- 1963 : Canzoni in bikini de Giuseppe Vari
- 1964 : I ragazzi dell'Hully Gully de Carlo Infascelli et Marcello Giannini
- 1964 : Chansons, Fanfarons et Jeunes Poupées (Canzoni, bulli e pupe) de Carlo Infascelli
- 1964 : Due mattacchioni al Moulin Rouge de Giuseppe Vari
- 1967 : Un dollar entre les dents (Un dollaro tra i denti) de Luigi Vanzi
- 1967 : Les Aventuriers de Robert Enrico
- 1967 : J'ai tué Raspoutine de Robert Hossein
- 1967 : La Route de Corinthe de Claude Chabrol
- 1969 : Mort ou vif... de préférence mort (Vivi o preferibilmente morti) de Duccio Tessari
- 1973 : Salopards en enfer (de) (Zinksärge für die Goldjungen) de Jürgen Roland
- 1973 : Trois Supermen dans l'Ouest (E cosi divennero i tre Supermen del West) de Italo Martinenghi
- 1973 : L'Emprise de la main noire (La mano nera) d'Antonio Racioppi
- 1974 : Le Baiser d'une morte (Il bacio di una morta) de Carlo Infascelli

### Comme scénariste
- 1952 : Chansons du demi-siècle (Canzoni di mezzo secolo) de Domenico Paolella
- 1953 : Chansons, chansons, chansons (Canzoni, canzoni, canzoni) de Domenico Paolella
- 1954 : Rosso e nero (it) de Domenico Paolella
- 1954 : Ridere! Ridere! Ridere! d'Edoardo Anton
- 1955 : Canzoni di tutta Italia de Domenico Paolella
- 1958 : Je ne suis plus une enfant (Non sono più guaglione) de Domenico Paolella
- 1960 : Robin des Bois et les Pirates (Robin Hood e i pirati) de Giorgio Simonelli
- 1961 : L'Enlèvement des Sabines (Il ratto delle Sabine) de Richard Pottier
- 1964 : I ragazzi dell'Hully Gully de Carlo Infascelli et Marcello Giannini
- 1964 : Chansons, Fanfarons et Jeunes Poupées (Canzoni, bulli e pupe) de Carlo Infascelli
- 1966 : Per un pugno di canzoni de José Luis Merino
- 1972 : Le Décameron interdit (it) (Il Decamerone proibito)
- 1972 : Canterbury interdit (Le mille e una notte all'italiana)
- 1973 : L'Emprise de la main noire (La mano nera) d'Antonio Racioppi
- 1974 : Le Baiser d'une morte (Il bacio di una morta) de Carlo Infascelli